# Daud (filme)
Daud é um filme de comédia policial indiano dirigido por Ram Gopal Varma em 1997.